# 768
768 (DCCLXVIII, na numeração romana) foi um ano bissexto do século VIII do  Calendário Juliano, da Era de Cristo, e aa suas letras dominicais foram C e B, totalizando 52 semanas, com início a uma sexta-feira e terminou a um sábado.
| Ano completo                          |
| ------------------------------------- |
| Ano bissexto com início à sexta-feira |

## Eventos
- 7 de Agosto - É eleito o Papa Estêvão IV
- Início do reinado de Aurélio das Astúrias.
- Início do reinado de Carlos Magno